# Hyphydrus solivagus
Hyphydrus solivagus är en skalbaggsart som beskrevs av Bilardo och Rocchi 1999. Hyphydrus solivagus ingår i släktet Hyphydrus och familjen dykare. Inga underarter finns listade i Catalogue of Life.